# 卡萨里利
卡萨里利是葡萄牙布拉加区的一个堂区。总面积6.02平方公里，总人口455人，人口密度75.6人/平方公里。